# إيميلي وايت
إيميلي وايت (بالإنجليزية: Emily White) هي مديرة تنفيذية أمريكية، وأبرز ما تقلدته هي كمديرة عمليات في شركة سناب شات سابقاً, وهي الآن عضوة في مجلس إدارة في هيبيرلووب ون.

## الخلفية
في الماضي كانت وايت مديرة العمليات التجارية في إنستاغرام, وكذلك المديرة المحلية في شركة فيسبوك. ومديرة آسيا والمحيط الهادئ - أمريكا اللاتينية على الإنترنت للمبيعات والعمليات في شركة جوجل. حصلت وايت على درجة البكالوريوس من جامعة فاندربيلت. في سبتمبر 2015, إنضمت إميلي إلى هيبيرلووب ون كمراقبة مجلس إدارة.

### سناب شات
تم توظيف وايت من قبل شركة سناب شات كخبيرة إستراتيجية للأعمال ومستشارة. وشغلت منصب مديرة العمليات في الفترة من عام 2013 حتى مارس 2015. وجاء الإعلان العام عن مغادرتها الشركة بعد أيام من تلقي سناب شات التمويل من مجموعة علي بابا.